# Alexander Ablesimov
Alexander Ablesimov (Kostroma, 1742 — 1783) foi um dramaturgo e militar russo.

## Biografia
Chegou a ser oficial do Estado-Maior. Escreveu varias obras dramáticas, publicadas em São Petersburgo em 1849. Uma delas representou-se no teatro por muitos anos. Chama-se O moleiro mágico, enganador e casamenteiro, e é uma ópera cómica com vários actos, com música de Mikhail Sokolovsky. É um desenho fiel dos costumes russos.